# Monterey (Tennessee)
Monterey és una població dels Estats Units a l'estat de Tennessee. Segons el cens del 2000 tenia 2.717 habitants.

## Demografia
Segons el cens del 2000, Monterey tenia 2.717 habitants, 1.029 habitatges, i 697 famílies. La densitat de població era de 355,6 habitants/km².
Dels 1.029 habitatges en un 31,4% hi vivien nens de menys de 18 anys, en un 50% hi vivien parelles casades, en un 12,9% dones solteres, i en un 32,2% no eren unitats familiars. En el 28,4% dels habitatges hi vivien persones soles el 13,9% de les quals corresponia a persones de 65 anys o més que vivien soles. El nombre mitjà de persones vivint en cada habitatge era de 2,54 i el nombre mitjà de persones que vivien en cada família era de 3,06.
Per edats la població es repartia de la següent manera: un 24,7% tenia menys de 18 anys, un 9,7% entre 18 i 24, un 26,8% entre 25 i 44, un 21,8% de 45 a 60 i un 16,9% 65 anys o més.
L'edat mediana era de 37 anys. Per cada 100 dones de 18 o més anys hi havia 89,1 homes.
La renda mediana per habitatge era de 23.550 $ i la renda mediana per família de 28.603 $. Els homes tenien una renda mediana de 21.772 $ mentre que les dones 18.895 $. La renda per capita de la població era de 12.265 $. Entorn del 22,1% de les famílies i el 27,6% de la població estaven per davall del llindar de pobresa.

## Poblacions més properes
El següent diagrama mostra les poblacions més properes.